# 巴博洛基·特贝
巴博洛基·特贝（1997年3月18日—）生于卡特倫區拉莫那加，是一名博茨瓦纳田径运动员，主攻400米赛跑项目。他曾获得2014年南京青奥男子200米项目银牌。2016年5月，他在400米项目上跑出了44秒22的个人最好成绩，这一成绩不仅是截至当时历史排名前30名，同时也使他的当年世界排名升至第三位。